# Marae

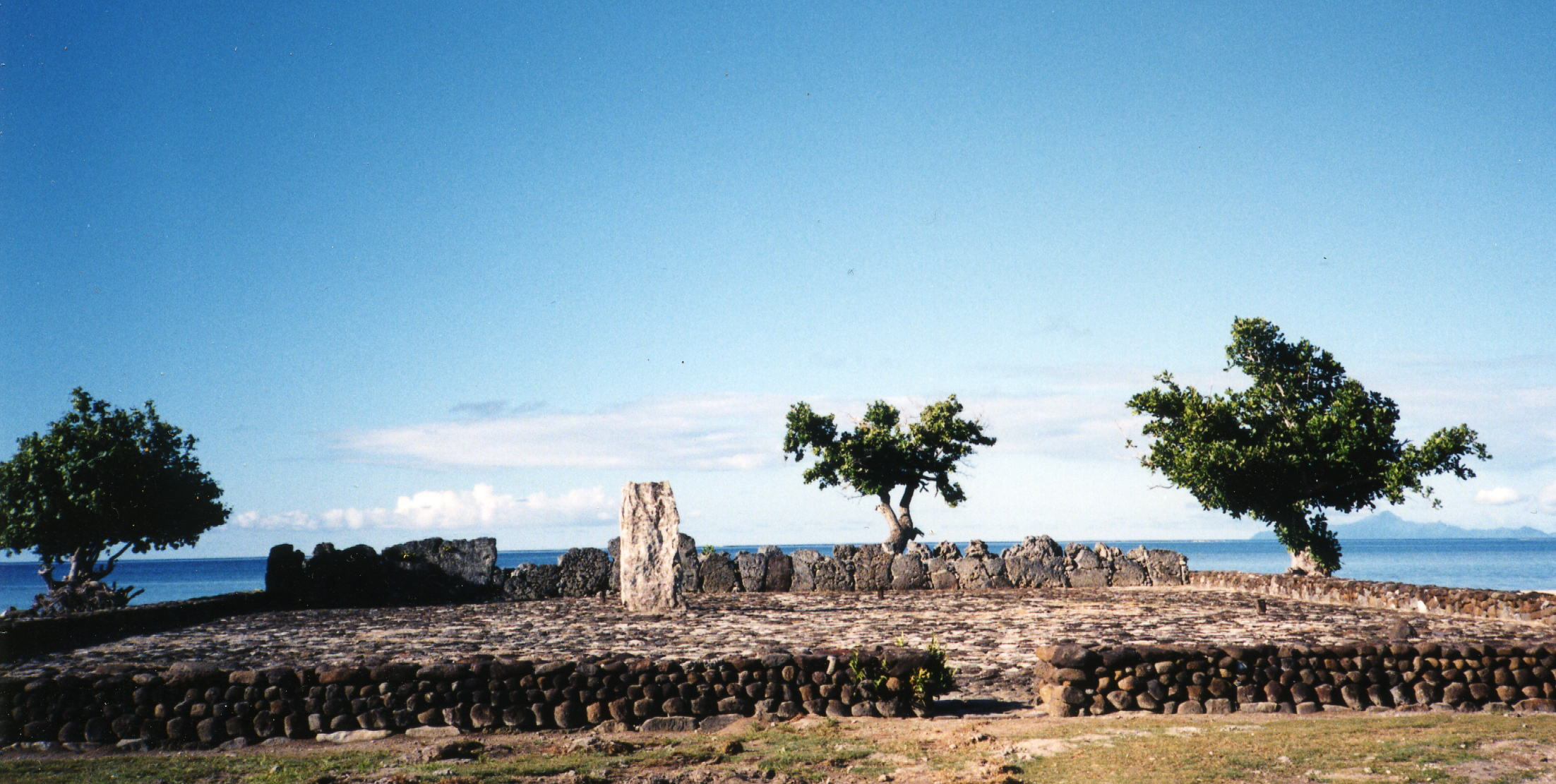
Marae de Taputapuātea sur l'île Raiatea

Un marae (en maori de Nouvelle-Zélande, des îles Cook et en tahitien), malaʻe (en tongien), malae (en samoan et en hawaïen), est un lieu sacré qui sert aux activités sociales, religieuses et politiques dans les cultures polynésiennes.
Dans toutes les langues polynésiennes, le mot désigne également un espace nu et dégagé. Dans son acception sociale, il désigne spécifiquement un espace dégagé consacré aux réunions, à l'intronisation des chefs, aux repas cérémoniels, aux rituels religieux, etc. Dans certains archipels d'Océanie peuplés de Polynésiens, la maison du chef était établie sur le marae. Dans les îles de la Société, et plus généralement en Polynésie française, le terme de marae désigne une construction particulière, distincte des places de réunion ou de danse, et au caractère religieux et sacré très prononcé.
Le marae consiste généralement en une surface rectangulaire pavée de pierre, de corail ou nue, dont le périmètre est bordé de pierres plus hautes ou de bois. Il est parfois accompagné d'une terrasse pavée supportant des constructions en bois. Au centre de cette surface pavée, parfois sur un côté, une pierre est parfois dressée. Les plus grands marae sont parfois accompagnés de marae secondaires, de chemins et de surfaces dallées de pierres appelées paepae.

## Marae de Nouvelle-Zélande

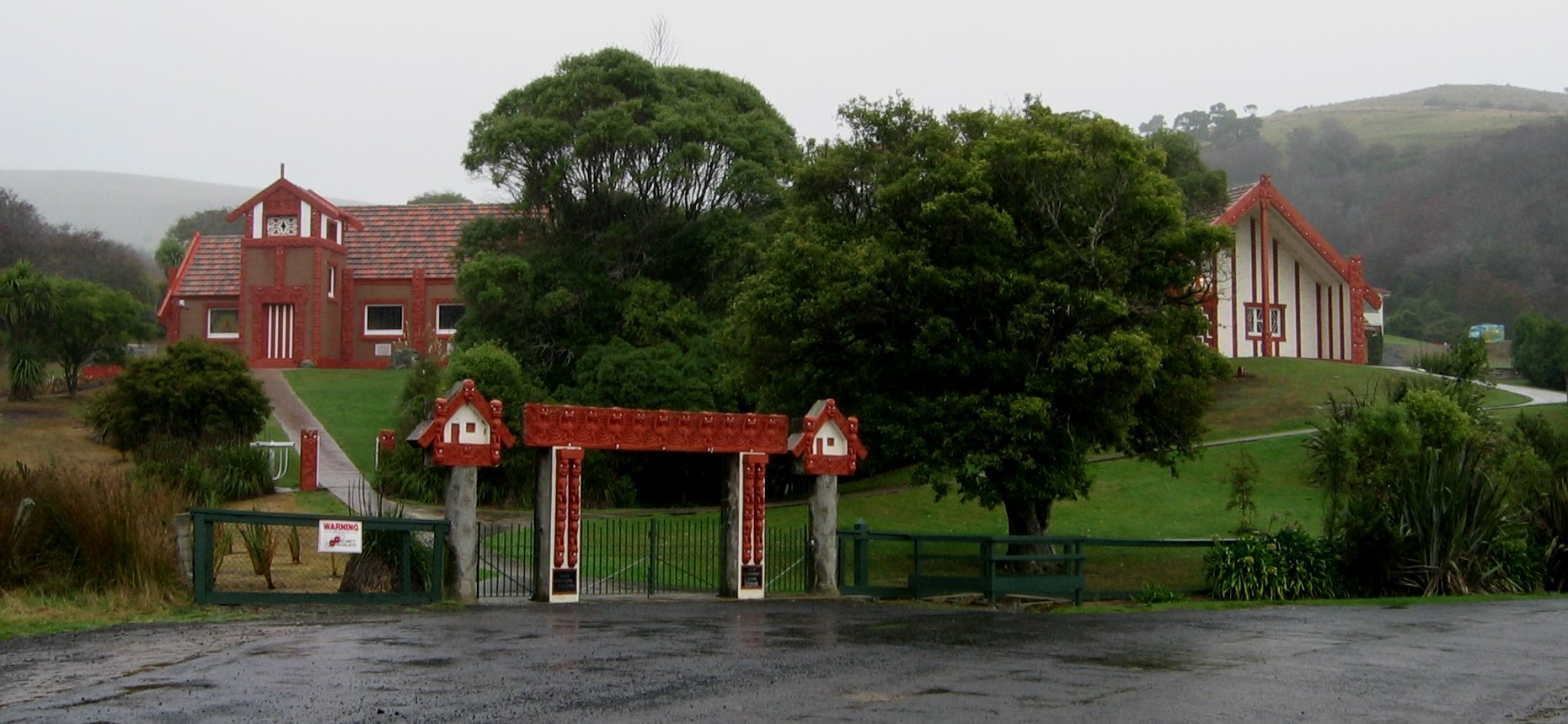
Marae à Dunedin, en Nouvelle-Zélande, datant des années 1940.

Chez les Maoris de Nouvelle-Zélande, en langue maori, le marae désigne techniquement un espace faisant front au wharenui (ou fare-nui ou « maison d'accueil »). Dans son usage courant, il tend à désigner l'ensemble du complexe formé par les bâtiments et l'espace dégagé consacré. L'aire faisant face au wharenui est désigné comme le marae ātea, et sert au pōwhiri (ou pao-hiri) : les cérémonies d'accueil. La maison de rencontre sert aux activités sociales communautaires, comme les discussions importantes, l'artisanat collectif, les danses... Le wharekai (ou fare-kaï ou « maison des repas ») sert principalement pour les repas communautaires.

### Statut légal
En 1993, selon les termes du Te Ture Whenua Māori Act 1993 (en) (en anglais : the Māori Land Act 1993, en français : « loi des terres maories ») le marae est en Nouvelle-Zélande enregistré comme une réserve. Chaque marae est géré pour la communauté par un conseil d'administration (board of trustees). Généralement, chaque marae dispose d'une charte spécifique négociée entre le groupe qui le gère et la communauté qui y est attachée. La charte définit généralement :
- le nom du marae et sa description,
- la liste des bénéficiaires du marae : iwi (tribus), hapū (sous-tribus) et whānau (familles) ; dans certains cas, le marae est pour l'ensemble de la population de Nouvelle-Zélande,
- le système de désignation du board of trustees,
- les principes généraux gouvernant le marae,
- la responsabilité des personnes faisant partie du board of trustees,
- les méthodes de résolution des conflits.